# Les Rêves dansants. Sur les pas de Pina Bausch
Pour plus de détails, voir Fiche technique et Distribution.
Les Rêves dansants. Sur les pas de Pina Bausch (Tanzträume) est un documentaire allemand réalisé par Anne Linsel et Rainer Hoffmann sorti en 2010.

## Synopsis
Le film refait  la préparation d'un spectacle de Pina Bausch, en 2008 dans la ville de Wuppertal (Allemagne). Il est fait  par Anne Linsel, journaliste qui suivait son travail depuis qu'elle avait pris la tête du Tanztheater Wuppertal en 1973.
Kontakthof, réalisée cette fois non avec des adultes (la version précédente, entre 2000 et 2006, avait été faite avec des non-professionnels de plus de 65 ans) mais avec une cinquantaine d'adolescents de la ville âgés entre 14 et 18 ans, qui n'avaient auparavant aucune expérience de la scène. La plupart avait répondu sans vraiment savoir dans quoi ils s'engageaient, à la suite d'une annonce faite dans leur collège ; ils vont devenir les personnages principaux du film en même temps que les danseurs de la pièce. Le film-reportage s'étend sur une année, consacrée à la préparation de la pièce, au rythme d'une séance par semaine. Ce sont les danseuses Josephine Ann Endicott et Bénédicte Billiet qui sont chargées de leur formation ; Pina Bausch elle-même apparaît dans quelques scènes en fin de film, notamment pour sélectionner les adolescents qui pourront jouer dans la pièce finale.
Selon Pina Bausch,« Kontakthof est un lieu où l'on se rencontre pour lier des contacts, se montrer. Se défendre. Avec ses peurs. Avec ses ardeurs. Déceptions. Désespoirs. Premières expériences. Premières tentatives. De la tendresse, et de ce qu'elle peut faire naître ». Ce film est donc en quelque sorte l'apprentissage de leur corps par ces adolescents, qui par le travail de la danse et l'appréhension du travail de l'artiste (que la plupart ne connaissaient pas) apprennent à prendre confiance en eux et à améliorer leur présence sur la scène. Quelques adolescents sont suivis en particulier, et leur apprentissage de la danse est parfois mis en relation avec leurs expériences personnelles (ruptures avec un petit ami, mort d'un parent, etc.).
Comme souvent dans les œuvres de Pina Bausch, le film interroge les codes sociaux, ceux de la séduction en occurrence. Pas de dénonciation violente, mais une ironie à peine perceptible et mêlée d'une profonde tendresse pour l'humanité. On y retrouve dans le film le désir de Pina Bausch de dépasser les conventions esthétiques du corps et du genre. Pina Bausch a pu voir la version finale du film dix jours avant sa mort.

## Fiche technique
- Scénario : Anne Linsel
- Personnages principaux dans le film: Joy,      Alex, Kim, Safet et Rosario
- Réalisation  : Anne Linsel et Rainer Hoffmann
- Directeur de la photographie : Rainer Hoffmann (bvk)
- Son original : Uwe Dresch, Thomas Keller, Tobias Linsel, Paul Oberle, Tim Dohnke
- Montage : Mike Schlömer
- Assistant montage : Andreas Brändlein
- Musique : Uwe Dresch
- Mixage : Falk Möller
- Production : Gerd Haag, TAG/TRAUM Filmproduktion, Cologne
- Coproduction : WDR, Sabine Rollberg, Touscoprod
- Soutien : Arte, Filmstiftung NRW, DFFF Deutscher Filmförderfonds, le ministre fédéral de la région Rhénanie du Nord Westphalie, fondation Dr. Werner Jackstädt
- Distribution : Jour2Fête (France)
- Format : couleurs - 1,85:1
- Durée : 89 minutes (1h29)
- Dates de sortie :
  - France : 13 octobre 2010

## Distribution
- Pina Bausch
- Josephine Ann Endicott
- Bénédicte Billiet
- 40 élèves de 12 écoles différentes de Wuppertal